# C.C.L. Hirschfeld
Christian Cay Lorenz Hirschfeld (16. februar 1742 i Kirchnüchel ved Eutin – 20. februar 1792 i Kiel) var professor i filosofi ved Christian-Albrechts-Universitetet i Kiel og forfatter til bøger om havekunst, hvoraf det mest kendte er Theorie der Gartenkunst (1779-1785).
H.C. Schimmelmann udpegede ham til leder af den kgl. danske frugttræsskole ved Kiel.
Han medvirkede til udbredelsen af den engelske landskabshave i Tyskland og Danmark. Hans Theorie der Gardenkunst blev "en Bibelbog for alle Dyrkere af den frie Havekunst"
- Eksempler fra Hirschfelds Theorie der Gartenkunst
- Titelbladet fra første bind af
Theorie der Gardenkunst, 1779
- Fra Theorie der Gardenkunst
Billeder som dette inspirerede ved mange omlægninger til den nye engelske havestil i slutningen af 1700-tallet